# Cacosternum poyntoni
Cacosternum poyntoni е вид жаба от семейство Pyxicephalidae.

## Разпространение
Видът е разпространен в Южна Африка.